# مراکز مگی

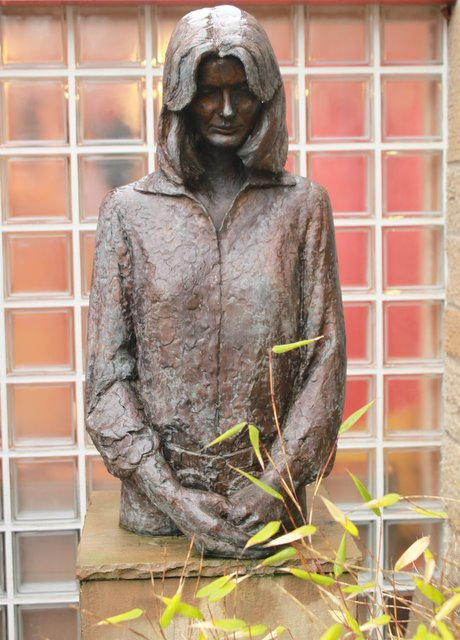
مجسمه مگی جنکز در مرکز ادینبورگ

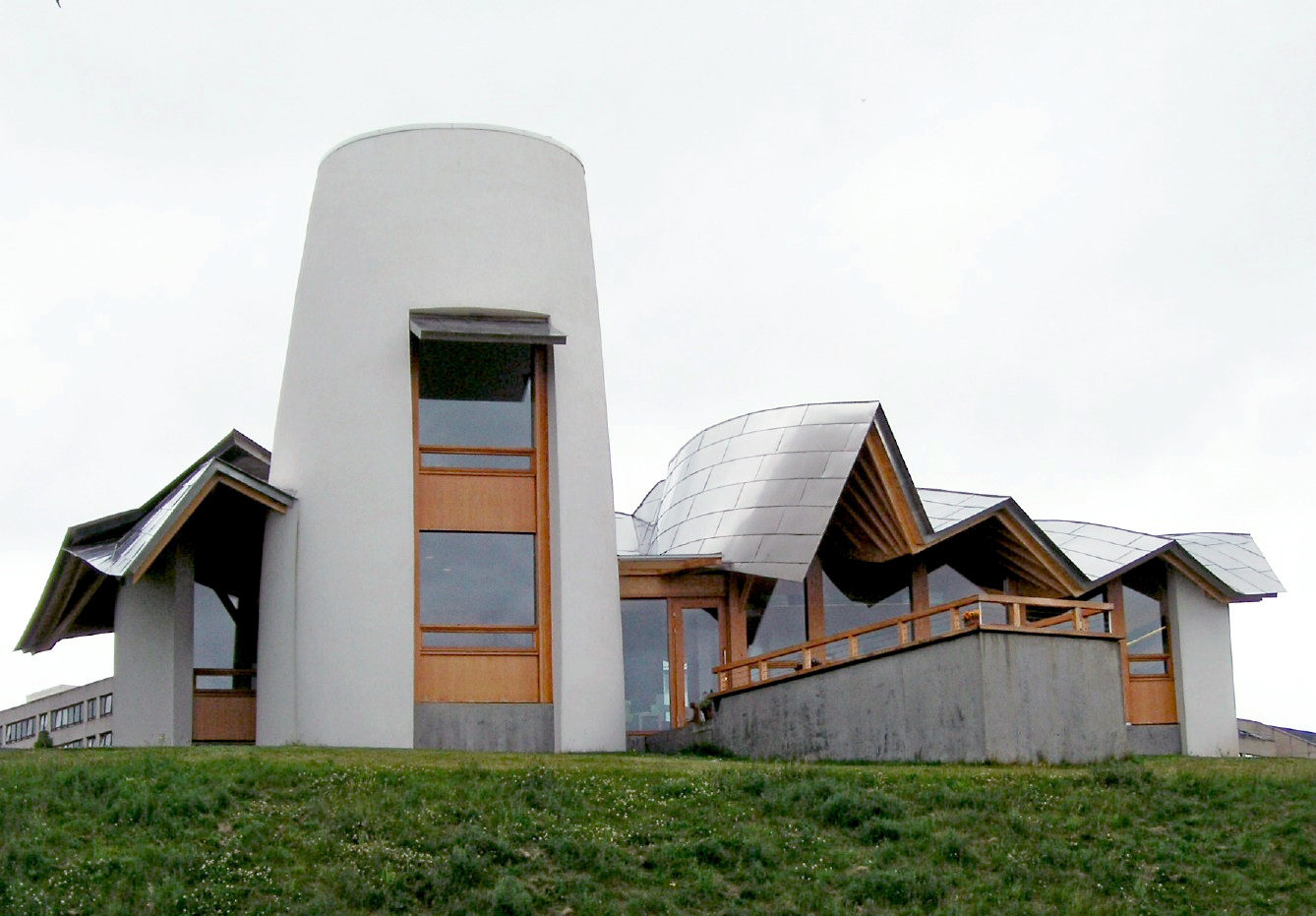
مرکز مگی در داندی،معماری فرانک گری

مراکز مراقبت از بیماران سرطانیِ مگی ،مراکز زنجیره‌ای واقع در بریتانیای کبیر هستند
این مراکز بخشی از یک پروژه پیشگام با استفاده از معماری اندیشمندانه و ایجاد فضاهای نوآورانه به عنوان ابزارهایی برای آرامش و شفا هستند که حمایتی عاطفی و عملی برای افراد مبتلا به سرطان ، خانواده هایشان یا دوستانشان ارائه می دهند .
این بنیاد توسط مگی جنکز که بر اثر سرطان در ۱۹۹۵ در گذشت تأسیس شده و برای اولین بار در ادینبورگ ، در سال ۱۹۹۶ ، اولین پروژه خود را افتتاح کردند و از آن زمان تا کنون ، مجموعه ای از ساختمان های خلاقانه ، توسط معماران جهانی ساخته شده است .
بسیاری از معماران مطرح در طراحی این مراکز نقش داشته‌اند از جمله: زاها حدید، فرانک گری و ریچارد راجرز.